# Vâtsyâyana
Vātsyāyana est un auteur de l'Inde médiévale (autour du Ve siècle). On lui attribue la compilation du Kamasutra.
À ne pas confondre avec Pakṣilasvāmin Vātsyāyana,, auteur du Nyaya sutra bhashya, commentaire classique des Nyaya Sutra d'Akshapada Gautama ; dans cet ouvrage, sont réfutées les thèses bouddhistes de la vacuité (Śūnyatā), de l'impermanence (Anitya) et du non-Soi (Anātman), entre autres.